# Hans Ehlert
Hans Gotthard Ehlert (* 30. Januar 1947 in Middels, Niedersachsen) ist ein deutscher Offizier der Bundeswehr (Oberst a. D.) und Militärhistoriker. Er war Amtschef des Militärgeschichtlichen Forschungsamtes.

## Leben
Ehlert stammt aus Niedersachsen. Er trat 1967 nach dem Abitur in die Fernmeldetruppe der Bundeswehr ein. Ehlert besuchte die Heeresoffizierschule II in Hamburg und gehörte dort zu den Leutnanten 70. Von 1974 bis 1980 studierte er Geschichtswissenschaft, Politikwissenschaft und Völkerrecht an der Rheinischen Friedrich-Wilhelm-Universität Bonn. 1981 wurde er bei Gerhard Adelmann an der Philosophischen Fakultät mit der Dissertation Die wirtschaftliche Zentralbehörde des Deutschen Reiches 1914 bis 1919. Das Problem der „Gemeinwirtschaft“ in Krieg und Frieden zum Doctor philosophiae promoviert.
Von 1981 bis 1983 wurde er als Offizier des Truppendiensts (u. a. Kompaniechef) verwendet. Ab 1984 war er Historikerstabsoffizier am Militärgeschichtlichen Forschungsamt (MGFA) in Freiburg im Breisgau und Potsdam, wo er den 1998 eingerichteten Forschungsbereich IV („Militärgeschichte der DDR im Bündnis“) aufbaute. 2003/04 war er Leiter der Abteilung „Ausbildung, Information, Fachstudien“ (AIF) und stellvertretender Amtschef sowie von 2004 bis 2010 Amtschef des MGFA. Er veröffentlichte mehrere Bücher.
2014 wurde die englische Übersetzung von Der Schlieffenplan mit dem Arthur Goodzeit Book Award des New York Military Affairs Symposium ausgezeichnet.

## Schriften (Auswahl)

### Monografien
- Die wirtschaftliche Zentralbehörde des Deutschen Reiches 1914 bis 1919. Das Problem der „Gemeinwirtschaft“ in Krieg und Frieden (= Beiträge zur Wirtschafts- und Sozialgeschichte, Band 19). Franz Steiner Verlag, Wiesbaden 1982, ISBN 3-515-03938-4.

### Herausgeberschaften
- mit Torsten Diedrich, Rüdiger Wenzke: Im Dienste der Partei. Handbuch der bewaffneten Organe der DDR (= Forschungen zur DDR-Gesellschaft). Im Auftrag des Militärgeschichtlichen Forschungsamtes. Ch. Links, Berlin 1998, ISBN 3-86153-160-7.
- mit Hans-Hermann Hertle: Der Schatten der Mauer. Die zementierte Spaltung. Dokumentation eines Zeitzeugenforums zum 13. August 1961. Im Auftrag des Militärgeschichtlichen Forschungsamtes und des Zentrums für Zeithistorische Forschung Potsdam. Trafo-Verlag, Berlin 2001, ISBN 3-89626-341-2.
- Armee ohne Zukunft. Das Ende der NVA und die deutsche Einheit. Zeitzeugenberichte und Dokumente (= Militärgeschichte der DDR, Band 3). Im Auftrag des Militärgeschichtlichen Forschungsamtes. Ch. Links, Berlin 2002, ISBN 3-86153-265-4.
- mit Armin Wagner: Genosse General! Die Militärelite der DDR in biografischen Skizzen (= Militärgeschichte der DDR, Band 7). Im Auftrag des Militärgeschichtlichen Forschungsamtes. Ch. Links, Berlin 2003, ISBN 3-86153-312-X.
- mit Matthias Rogg: Militär, Staat und Gesellschaft in der DDR. Forschungsfelder, Ergebnisse, Perspektiven (= Militärgeschichte der DDR, Band 8). Im Auftrag des Militärgeschichtlichen Forschungsamtes. Ch. Links, Berlin 2004, ISBN 3-86153-329-4.
- Manfred Messerschmidt: Militarismus, Vernichtungskrieg, Geschichtspolitik. Zur deutschen Militär- und Rechtsgeschichte. Im Auftrag des Militärgeschichtlichen Forschungsamtes hrsg. von Hans Ehlert, Arnim Lang und Bernd Wegner, Schöningh, Paderborn u. a. 2006, ISBN 978-3-506-75658-9.
- mit Michael Epkenhans, Gerhard P. Groß: Der Schlieffenplan. Analysen und Dokumente (= Zeitalter der Weltkriege, Band 2). Im Auftrag des Militärgeschichtlichen Forschungsamtes und der Otto-von-Bismarck-Stiftung. Schöningh, 2. Auflage, Paderborn u. a. 2007, ISBN 978-3-506-75629-9.

- englische Übersetzung durch David T. Zabecki: The Schlieffen Plan: International Perspectives on the German Strategy for World War I. University Press of Kentucky, Lexington 2014, ISBN 978-0-8131-4746-8.

- Mit Winfried Heinemann (Hrsg.): Nationalstaat, Nationalismus und Militär. (XXXII. Internationaler Kongress für Militärgeschichte, 20.-25.8.2006 Potsdam). Militärgeschichtliches Forschungsamt, Potsdam 2007, ISBN 978-3-9808882-6-4 (deutsch, englisch, französisch).
- Mit Walter Mühlhausen (Hrsg.): Militärische Reformer in Deutschland im 19. und 20. Jahrhundert (= Potsdamer Schriften zur Militärgeschichte. Band 2). Militärgeschichtliches Forschungsamt, Potsdam 2007, ISBN 978-3-9808882-3-3.
- Militärisches Zeremoniell in Deutschland (= Potsdamer Schriften zur Militärgeschichte. Band 6). Militärgeschichtliches Forschungsamt, Potsdam 2008, ISBN 978-3-9808882-8-8.
- Deutsche Militärhistoriker von Hans Delbrück bis Andreas Hillgruber (= Potsdamer Schriften zur Militärgeschichte. Band 9). Militärgeschichtliches Forschungsamt, Potsdam 2010, ISBN 978-3-941571-06-8.
- mit Jörg Duppler, Arnim Lang: Die Villa Ingenheim in Potsdam. Vom Hohenzollernpalais zum Militärgeschichtlichen Forschungsamt.  Im Auftrag des Militärgeschichtlichen Forschungsamtes. be.bra wissenschaft verlag, Berlin 2009, ISBN 978-3-937233-51-2.